# Lopransfjørður
Het Lopransfjørður is een fjord in het eiland Suðuroy behorende tot de Faeröer. Het fjord ligt aan de oostelijke zijde van het eiland. Aan de monding van het fjord ligt het dorpje Akrar en aan het uiteinde Lopra. Het Lopransfjørður is een zuidelijke zijtak van het grotere Vágsfjørður.